# Smash or pass?
A Smash or Pass? egy olyan játék, amelyben a játékosok mások szexuális vonzerejét értékelik, és eldöntik, hogy hipotetikusan "smash"-elnék (azaz lefeküdnének vele) vagy "pass"-olnák (nem érdekelné őket). A játék alanya lehet egy híresség, egy kitalált karakter vagy egy személy, akit a játékosok ismernek.
A játék időről időre népszerűvé vált az interneten, különösen a Facebookon, a YouTube-on és a TikTokon. Ugyanakkor a Smash or Pass? zaklatás formájában is megjelent, például amikor valaki mások fényképeit töltötte fel a beleegyezésük nélkül.
A játék neve a "smash" szlengkifejezésből ered, amely a 2000-es évek eleje óta a véletlenszerű szexuális együttlétet jelöli. A kifejezést azonban metaforikusan is használják, például ételek vagy fesztiválok értékelésére.

## Története
A Smash or Pass? eredetileg egy társasjáték volt, de az interneten vált igazán népszerűvé, és sokan internetes divatjelenségként emlegetik. A Vice News szerint a játék eredete nem tisztázott, de valószínűleg más kockázatos tinédzserjátékokból fejlődött ki, például a "Üvegezés", a "felelsz vagy merszből" vagy a " fuck, marry, kill" játékokból. A játék internetes fórumokon már a 2010-es évek közepén megjelent, ekkor került be először az Urban Dictionary-be is.
2011-ben egy változata terjedt el a Facebookon, amelyben tinédzserek saját fényképeiket töltötték fel, hogy mások véleményt mondjanak róluk. Egyes esetekben azonban a képeket az érintettek tudta és beleegyezése nélkül osztották meg. Digitális biztonsági szakértők, például Theresa Payton és Tshaka Armstrong figyelmeztettek a játék veszélyeire, és arra kérték a szülőket, hogy figyeljék gyermekeik online tevékenységét. Payton "szexuális kizsákmányolásnak" nevezte a jelenséget, és hangsúlyozta, hogy a feltöltött képeket akár szexuális ragadozók is láthatják. Missy Wall, a Teen Contact szervezet munkatársa pedig arra figyelmeztetett, hogy a játék káros hatással lehet a tinédzserek mentális egészségére, különösen, ha valakit folyamatosan "pass"-olnak, mivel ez önértékelési problémákat és kockázatos viselkedést eredményezhet.
2014-ben jelentések szerint amerikai katonai nőkről készült fényképeket töltöttek fel a Smash or Pass? játék keretében, beleegyezésük nélkül. Ezek a feltöltések gyakran szexuális zaklatás formájában jelentek meg, egyes esetekben még nemi erőszakról szóló vicceket is tartalmaztak.
A Google Trends adatai szerint a játék iránti érdeklődés 2016 körül ugrott meg, amikor a Smash or Pass? videók elterjedtek a YouTube-on. PewDiePie 2017-ben készített egy ilyen videót, amely 13 millió megtekintést ért el.
Az Egyesült Államokban a játék két középiskolai zaklatási esethez is kapcsolódott. 2017-ben egy Twitter-fiókot hoztak létre, ahol egy iskola diákjai osztálytársaik kinézetét értékelték, egyre kegyetlenebb megjegyzésekkel. Az iskola vezetősége végül letiltotta a fiókot, kizárta az érintett diákot, és megtiltotta a diákoknak, hogy az esetről beszéljenek. 2019-ben két fiú New York államban iskolát váltott, miután egy videóban helyi lányokat értékeltek szexuális vonzerejük alapján. Egyikük szülője szerint a fiúkat vagy az iskolaváltásra kényszerítették, vagy kizárással fenyegették.
2022 januárjától a játék egy új trendként jelent meg a TikTokon, ahol felhasználók véletlenszerűen generált kitalált karakterekről döntötték el, hogy "smash" vagy "pass". A trend különösen népszerű volt a Marvel Univerzum, a Disney-karakterek és animációs sorozatok szereplői körében.
A játék népszerűsége a német nyelvterületen olyan nagy lett, hogy a "smash" szó átvételével kialakult a "smashen" ige, amely 2022-ben a Langenscheidt szavazásán az év ifjúsági szava lett.

## Fogadtatása
A Dictionary.com "az internet korszak pizsamapartis játékának" nevezte a Smash or Pass?-t. Steph Panecasio, a CNET újságírója a TikTok-trend kapcsán úgy nyilatkozott: "Nincs benne semmi rosszindulatú, ez csupán szórakozás."
Joan Johnson-Freese amerikai biztonságpolitikai szakértő szerint a játék, akárcsak a "Hot or Not", a nők tárgyiasításának példája a nyugati társadalomban. Nathian Shae Rodriguez és Terri Hernandez kommunikációkutatók szintén a nők tárgyiasításával és a hegemonikus férfiasság fenntartásával kapcsolták össze a jelenséget.
A Vice News újságírója, Arielle Richards szerint a Smash or Pass egyszerűsége teszi igazán vonzóvá, de elismerte, hogy a játékot gyakran káros módon használják fel. Richards a játékot a FaceMash-hez, a Facebook elődjéhez hasonlította, ahol a felhasználók Harvard egyetemista nők kinézetét értékelték.